# Sherburn in Elmet
Sherburn in Elmet är en ort och civil parish i Storbritannien.   Den ligger i grevskapet North Yorkshire och riksdelen England, i den centrala delen av landet, 260 km norr om huvudstaden London. Sherburn in Elmet ligger 12 meter över havet och antalet invånare är 6 360.
Terrängen runt Sherburn in Elmet är platt. Runt Sherburn in Elmet är det ganska tätbefolkat, med 120 invånare per kvadratkilometer. Närmaste större samhälle är Leeds, 19,8 km väster om Sherburn in Elmet. Trakten runt Sherburn in Elmet består till största delen av jordbruksmark.